# Chi Lõa gié
Chi Lõa gié (danh pháp khoa học: Gymnostachyum) là một chi thực vật thuộc họ Ô rô (Acanthaceae).

## Danh sách loài
Chi này có các loài sau (tuy nhiên danh sách này có thể chưa đủ):

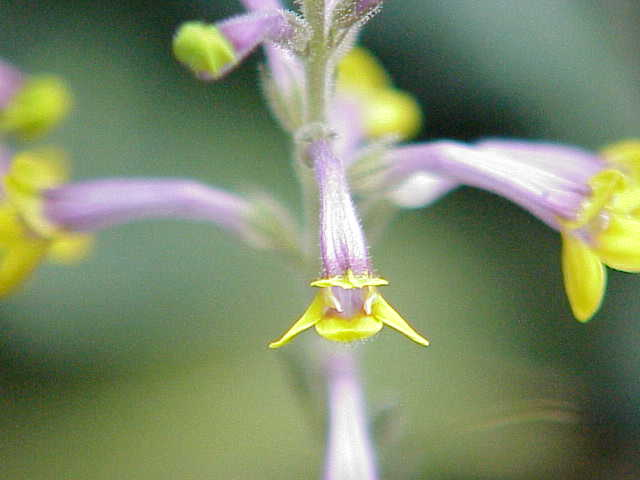
Gymnostachyum ceylanicum

| - Gymnostachyum affine - Gymnostachyum alatum - Gymnostachyum andrographioides - Gymnostachyum argyroneurum - Gymnostachyum canescens - Gymnostachyum ceylanicum - Gymnostachyum coriaceum - Gymnostachyum cumingianum - Gymnostachyum decurrens - Gymnostachyum diversifolium - Gymnostachyum febrifugum - Gymnostachyum giganteum - Gymnostachyum glabrum - Gymnostachyum glomeratum - Gymnostachyum glomeruliflorum - Gymnostachyum gracile - Gymnostachyum hirsutum - Gymnostachyum hirtistylum - Gymnostachyum hirtum - Gymnostachyum insulare - Gymnostachyum javanicum - Gymnostachyum keithii - Gymnostachyum knoxiifolium - Gymnostachyum kwangsiense - Gymnostachyum larsenii - Gymnostachyum lateriflorum - Gymnostachyum latifolium - Gymnostachyum leptostachyum - Gymnostachyum listeri - Gymnostachyum longifolium - Gymnostachyum longispicatum - Gymnostachyum magisnervatum | - Gymnostachyum magnum - Gymnostachyum nudispicum - Gymnostachyum ovatum - Gymnostachyum palawanense - Gymnostachyum pallens - Gymnostachyum paniculatum - Gymnostachyum parishii - Gymnostachyum pearcei - Gymnostachyum pictum - Gymnostachyum polyanthum - Gymnostachyum polyneuron - Gymnostachyum ridleyi - Gymnostachyum robinsonii - Gymnostachyum listeri - Gymnostachyum sahyadricum - Gymnostachyum sanguinolentum - Gymnostachyum scortechinii - Gymnostachyum serrulatum - Gymnostachyum signatum - Gymnostachyum simplicicaule - Gymnostachyum sinense - Gymnostachyum spiciforme - Gymnostachyum subacaule - Gymnostachyum subcordatum - Gymnostachyum subrosulatum - Gymnostachyum thwaitesii - Gymnostachyum tomentosum - Gymnostachyum trichosepalum - Gymnostachyum triflorum - Gymnostachyum trilobum - Gymnostachyum variegatum - Gymnostachyum venustum |